# Sette sorelle (compagnie petrolifere)
Sette sorelle è una locuzione coniata da Enrico Mattei, dopo la nomina a commissario liquidatore dell'AGIP nel 1945, per indicare le compagnie petrolifere mondiali che formavano il cartello Consorzio per l'Iran e che dominarono per fatturato la produzione petrolifera mondiale dagli anni 1940 sino alla crisi del 1973.
La gestione della politica energetica iniziava, sotto il segno di Mattei, un periodo di autonomia nazionale e di competizione all'estero, ponendo l'Italia fuori delle logiche del cartello economico, accusato di svenare le risorse dei paesi meno sviluppati.

## Contesto storico
La nascita delle sette sorelle può essere fatta risalire alla firma degli accordi di Achnacarry siglati il 17 settembre 1928 fra i rappresentanti delle compagnie petrolifere Royal Dutch Shell, Standard Oil of New Jersey (poi Exxon) e la Anglo-Persian Oil Company (APOC, diventata poi British Petroleum). A queste tre compagnie si aggiunsero poi le altre quattro: Mobil, Chevron, Gulf e Texaco.
Nel 1951 il primo ministro iraniano Mohammad Mossadeq nazionalizzò l'industria petrolifera, allora controllata dagli inglesi della APOC/BP. La reazione britannica fu molto dura e fu alla base della crisi di Abadan, che vide l'embargo totale delle esportazioni iraniane di petrolio.
Dopo la deposizione di Mohammad Mossadeq, per far tornare il petrolio iraniano sui mercati gli Stati Uniti costituirono il Consorzio per l'Iran, composto dalle sette principali compagnie petrolifere del tempo. Il Consorzio acquistava il petrolio dall'ente petrolifero nazionale iraniano NIOC in regime di monopolio e lo rivendeva sui mercati al netto delle spese per il risarcimento della nazionalizzazione della BP. Mattei chiese che anche l'Agip potesse far parte del Consorzio per l'Iran, ma la sua richiesta fu respinta.

## Valenza spregiativa della locuzione
La storica locuzione "sette sorelle", così come il neologismo "cinque sorelle", di per sé è neutra, avendo mero significato designatorio. Tuttavia in relazione alle ideologie ed all'impatto mediatico, la prima di fatto ebbe, nella lingua italiana, carattere "dispregiativo" nei decenni successivi e dopo la morte di Mattei. Le sette sorelle che Mattei osò sfidare monopolizzarono dagli anni venti il ciclo del petrolio (produzione e commercializzazione dei derivati), godendo di egemonia politica ed economica nei paesi del terzo mondo e del pieno sostegno del governo degli Stati Uniti.

## Elenco
Questo è l'elenco delle "Sette sorelle" dell'epoca di Mattei, morto nel 1962. Esse controllarono il ciclo economico del petrolio fino ai primi anni settanta:
1. Royal Dutch Shell, anglo-olandese, oggi nota semplicemente come Shell;
2. Anglo-Persian Oil Company, successivamente trasformatasi in British Petroleum e ora nota come BP;
3. Standard Oil of New Jersey, successivamente trasformatasi in Exxon (Esso in alcuni paesi), in seguito fusa con la Mobil per diventare ExxonMobil;
4. Standard Oil of New York, successivamente trasformatasi in Mobil e in seguito fusasi con la Exxon per diventare ExxonMobil;
5. Texaco, successivamente fusasi con la Chevron per diventare ChevronTexaco, oggi semplicemente Chevron;
6. Standard Oil of California (Socal), successivamente trasformatasi in Chevron; ha acquisito Texaco e Gulf;
7. Gulf Oil, confluita nella Chevron.